# Тврђава Бечеј
Бечеј је тврђава воденог типа око које се развио данашњи истоимени град. Налазио се у саставу Краљевине Мађарске чији су краљеви ову утврду предавали српским депотима Стефану (1389—1427) и Ћурђу (1427—?). Данас су од некадашње тврђаве опстали само темељи.